# セブン・イヤーズ・オブ・ウォー
『セブン・イヤーズ・オブ・ウォー』(SEVEN YEARS OF WAR,略称:S.O.W、7년 전쟁)とは、韓国CRAZY BOX社が開発、CJインターネットジャパン社が発売し日本ではネットマーブルジャパンが運営するオンラインマルチプレイFPS。

## 概要
2007年11月にクローズドテスト、2008年4月17日にオープンβテストが開始した。現在正式サービスが開始されている。基本的に無料でプレーできるがネットマーブルのポイントでゲーム内のマネーの増加や経験値アップアイテムを購入できる。
サーバが1つ有りチャンネルは初心者チャンネルが2つ、一般チャンネルが6つ、射撃訓練チャンネルが1つ、クランチャンネルが1つの計10チャンネルである。サーバは最大300人まで入場できる。初心者チャンネルはランクが二等兵までしか参加できない（ただし初心者チャンネル内でゲーム中にランクが上がった場合はそのままチャンネルに残れる）。訓練サーバーでは射撃訓練のみ行え、すべての武器が試用できる。マネーや経験値の増減はない。サーバ内では部屋の状況、チャット、他のログイン者の戦術状況の観覧、武器・防具の購入などができる。
ゲームモードは5つに分かれている。Kill数を競うするデスマッチと、戦術拠点（TP）を制圧/維持/奪還する占領戦、TP占領するか敵チームを全滅させれば勝利するミッション戦、爆破戦、戦術拠点を片方のチームが3つ解放すれば勝ちの解放戦がある。いずれも個人技よりチームプレイが重要視される。

## 沿革
- 2007年
  - 11月　クローズドテスト開始
  - 12月　第二次クローズドテスト
- 2008年
  - 1月　クローズドβテスト[1]
  - 1月　サブ武器の追加
  - 3月　ファイナルストレステスト。兵科システムを実装。マップ追加（マルシエ聖堂、ダイセン工場、ホテルヘネスト）
  - 4月　オープンβテスト。クランシステム、階級表示を実装。ミッション戦追加
  - 5月　デスマッチマップに地下駐車場を追加。ゲームモードに戦術戦を期間限定で追加
  - 7月　大型アップデート「第1幕：広がる戦火」実装。新マップに核融合発電所を追加。武器も多数追加される。
  - 8月　新マップで占領訓練所、新チャンネルでは射撃訓練チャンネルを追加。インターフェースが銀色主体
  - 9月　nProtect GameGuardを実装も不具合が多数報告され一週間もせずいったん中止となった。この間多数のユーザがゲームから離れたためネットマーブルお詫びとしてゴールド二倍キャンペーンを行った。
- 2009年
  - 9月10日サービス終了